# Algerisk eldsalamander
Algerisk eldsalamander (Salamandra algira) är ett groddjur i familjen salamandrar som finns i västra Nordafrika. Den är nära släkt med den vanliga eldsalamandern.

## Kännetecken
Den algeriska eldsalamandern är svart till mörkbrun med oregelbundna, gula fläckar och ofta även röda fläckar på huvudet. Kroppen är slank, svansen ihoptryckt från sidorna och längden omkring 20 cm.

## Utbredning
Arten finns i västra Nordafrika med spridda förekomster från norra Marocko (Rif- och Atlasbergen) till norra Algeriet (i dess kustnära bergskedjor). Den finns också i Ceuta, den spanska exklaven i Marocko.

## Beteende
Den algeriska eldsalamandern lever i fuktiga bergsskogar med ek och ceder. Den gömmer sig gärna under stenar och mellan rötter, men har också påträffats i grottor. Arten går i dvala under sommaren, och blir aktiv igen i samband med höstregnen i november.

### Fortplantning
Arten parar sig på land under vintermånaderna. Den lägger ägg i större delen av utbredningsområdet, men föder levande ungar i delar av Marocko (Tangitanaregionen}. De äggläggande individerna lägger vanligtvis 8 till 50 ägg, medan levandefödarna i regel föder 15 till 16 larver i vatten. Det förekommer emellertid också att den föder fullt förvandlade ungar.

## Status
Den algeriska eldsalamandern är klassificerad som sårbar ("VU", underklassificering "B1ab(iii)"+"2ab(iii)"), framför allt på grund av habitatförlust genom skogsavverkning, kreatursbete och vattenregleringar för bevattning. Trafik och insamling för kan också innebära hot. Den är fridlyst i Spanien (det vill säga Ceuta).